# Andreas Floer
Andreas Floer [fløːɐ] (1956-1991) est un mathématicien allemand qui a contribué aux domaines de la géométrie, de la topologie et de la physique mathématique. Il formula l'homologie de Floer, important outil dans ces domaines.

## Biographie
Il est étudiant à l'université de Bochum et reçoit le diplôme de mathématiques (Diplom-Mathematiker) en 1982. Il intègre par la suite l'université de Californie à Berkeley, où il commence un travail de doctorat sur les monopôles (en) et les 3-variétés sous la direction de Clifford Taubes. Il interrompt sa thèse pour prendre part au service alternatif obligatoire qu'il doit effectuer en Allemagne. Il est reçu docteur à Bochum en 1984, sous la supervision d'Eduard Zehnder.
La première contribution majeure de Floer est une solution sur un cas particulier de la conjecture d'Arnold sur les points fixes d'un symplectomorphisme. Son travail sur la conjecture d'Arnold et son développement de l'homologie qui porte son nom lui offre une reconnaissance du milieu mathématique. Il est par exemple invité comme conférencier plénier au congrès international des mathématiciens de Kyoto en août 1990. Il reçoit un Sloan Fellowship en 1989.
Il devient Assistant Professor en 1988 à Berkeley, puis Full Professor en mathématiques en 1990. À partir de 1990, il est professeur de mathématiques à Bochum, jusqu'à son suicide soudain et inattendu.

## Citations
« La vie d'Andreas Floer a été tragiquement interrompue, mais ses visions mathématiques et ses contributions frappantes ont fourni des méthodes puissantes qui sont appliquées à des problèmes qui semblaient intraitables il y a seulement quelques années. »

Simon Donaldson a écrit : « Le concept d'homologie de Floer est un des développements les plus pertinents en géométrie différentielle sur ces 20 dernières années... Les idées ont conduit à des grandes avancées dans les domaines de la topologie à faible dimension et la géométrie symplectique et sont intimement reliés aux développements en théorie du champ quantique » et « la richesse totale de la théorie de Floer commence seulement à être explorée »

« Depuis son introduction par Andreas Floer à la fin des années 1980, la théorie de Floer a eu une influence incroyable sur de nombreuses branches des mathématiques, incluant la géométrie, la topologie et les systèmes dynamiques. Le développement des nouveaux outils théoriques de Floer continue à un rythme remarquable et est à la base des avancées les plus récentes dans ces champs de recherche. »

## Publications choisies
- (en) Andreas Floer, « An instanton-invariant for 3-manifolds », Comm. Math. Phys., vol. 118, no 2,‎ 1988, p. 215-240 (lire en ligne).
- (en) Andreas Floer, « Morse theory for Lagrangian intersections », J. Diff. Geom., vol. 28, no 3,‎ 1988, p. 513-547.
- (en) Andreas Floer, « Cuplength estimates on Lagrangian intersections », Comm. Pure Appl. Math., vol. 42, no 4,‎ 1989, p. 335-356.

## Lectures supplémentaires
- (en) Simon Donaldson, « On the work of Andreas Floer », Jahresber. Deutsch. Math.-Verein. vol. 95, no 3, 1993, p. 103-120.
- (en) H. Hofer, C. Taubes, A. Weinstein et E. Zehnder (eds.), The Floer Memorial Volume, coll. « Progress in Mathematics » (no 133), Birkhäuser, 1995.
- (en) Simon Donaldson, Floer Homology Groups in Yang-Mills Theory : with the assistance of M. Furuta and D. Kotschick, Cambridge/New York/Port Melbourne etc., CUP, coll. « Cambridge Tracts in Mathematics » (no 147), 2002, viii+236 (ISBN 0-521-80803-0, lire en ligne)

## Publications posthumes
- (en) A. Floer et H. Hofer, « Coherent orientation for periodic orbit problems in symplectic geometry », Math. Zeit., vol. 212, 1993, p. 13-38.
- (en) A. Floer et H. Hofer, « Symplectic homology I: Open sets in ℂn », Math. Zeit., vol. 215, 1994, p. 37-88.
- (en) A. Floer, H. Hofer et K. Wysocki, « Applications of symplectic homology I », Math. Zeit., vol. 217, 1994, p. 577-606.
- (en) K. Cieliebak, A. Floer et H. Hofer, « Symplectic homology II: A general construction », Math. Zeit., vol. 218, 1995, p. 103-122.
- (en) A. Floer, H. Hofer et D. Salamon, « Transversality results in the elliptic Morse theory of the action functional », Duke Math. J., vol. 80, no 1, 1995, p. 251-292, Téléchargement depuis la page de H. Hofer à NYU
- (en) K. Cieliebak, A. Floer, H. Hofer et K. Wysocki, « Applications of symplectic homology II », Math. Zeit., vol. 223, 1996, p. 27-45.